# Peter Sack
Peter Sack (Schkeuditz, 27 juli 1979) is een Duitse kogelstoter. Hij werd tweevoudig Duits kampioen op deze discipline en nam tweemaal deel aan de Olympische Spelen.
Als junior werd Sack vierde op het WK junioren 1998 in het Franse Annecy en behaalde hij een bronzen medaille op het EK junioren 1998 in Ljubljana achter zijn landgenoot Ralf Bartels en de Slowaak Mikuláš Konopka.
Bij de senioren kwalificeerde hij zich in 2004 met een PR van 20,32 m en een tweede plaats op de Duitse kampioenschappen met 20,22 voor de Olympische Spelen van 2004 in Athene. Op de Spelen sneuvelde hij echter al in de voorrondes met 19,09 en werd hiermee 28e overall. Ook op het WK indoor 2006 kwalificeerde hij zich niet voor de finale.
Op 10 juni 2007 stootte Peter Sack voor het eerst verder dan 21 meter. Op de wereldkampioenschappen in Osaka, later dat jaar, had hij te kampen met blessures en stootte hij driemaal ongeldig, waardoor hij zich wederom niet plaatste voor de finale.
Op het WK indoor 2008 werd hij achtste. Later dat jaar zou hij, net als in 2004, deel uitmaken van de Duitse ploeg op de Olympische Spelen van Peking. Op weg naar dit toernooi liet hij reeds vroeg in het outdoorseizoen zien op de goede weg te zijn. Tijdens de FBK Games in Hengelo op 24 mei 2008 werd Sack tweede bij het kogelstoten met een stoot van 20,60. Hierbij moest hij in de Amerikaan Christian Cantwell (winnaar met 20,88) weliswaar zijn meerdere erkennen, maar voor de Canadees Dylan Armstrong (20,24) en de Nederlandse favoriet Rutger Smith (19,98) was hij te sterk. Op de Spelen van Peking sneuvelde hij echter in de kwalificatieronde met een beste poging van 20,01 m.
Peter Sack is sinds 1997 aangesloten bij LAZ Leipzig en wordt sinds 2005 door Klaus Schneider getraind.

## Titels
- Duits kampioen kogelstoten (outdoor) - 2007
- Duits kampioen kogelstoten (indoor) - 2008

## Persoonlijke records
| Onderdeel             | Prestatie | Datum            | Plaats   |
| --------------------- | --------- | ---------------- | -------- |
| kogelstoten (outdoor) | 21,19 m   | 17 mei 2008      | Versmold |
| kogelstoten (indoor)  | 20,88 m   | 17 februari 2008 | Leipzig  |

## Palmares

### kogelstoten
- 1997:  EK junioren - 17,23 m
- 1998: 4e WK junioren - 18,09 m
- 2003:  Europese Wintercup - 19,53 m
- 2004: 14e in kwal. OS - 19,09 m
- 2008: 8e WK indoor - 20,05 m
- 2008: 7e in kwal. OS - 20,01 m